# Зевеке, Теодор
Теодор Эмиль Зевеке (нем. Theodor Emil Saevecke; 22 марта 1911, Гамбург, Германская империя — 16 декабря 2000, Диссен-ам-Тойтобургер-Вальд, Германия) — гауптштурмфюрер СС, руководитель гестапо в Милане, причастный к расстрелам мирных жителей и депортации итальянских евреев в лагеря смерти. После войны работал на ЦРУ и в федеральном ведомстве уголовной полиции.

## Биография
Теодор Зевеке родился 22 марта 1911 года в семье военнослужащего Карла Зевеке и его супруги Марии в Гамбурге. Посещал школу в Ойтине и гимназию Фридриха-Франца в Пархиме. Позже вместе с семьёй переехал в Людвигслюст, учился в гимназии Катаринеум в Любеке. В феврале 1930 года бросил учёбу, которая, по его мнению, проводилась «под руководством евреев и марксистов». После этого служил офицером торгового флота и с декабря 1930 по июнь 1932 года путешествовал на корабле «Падуя» по западному побережью Южной Америки, а потом на четырёхмачтовом барке «Привалле» он ходил в Австралию. 27 марта 1934 года добровольно покинул флот.
С июня 1926 года состоял в «Шиллюгенде» — молодёжной организации добровольческого корпуса Россбаха. 15 декабря 1928 года вступил в Штурмовые отряды (СА), а 1 февраля 1929 года в НСДАП (билет № 112407). В 1938 году был зачислен в СС (№ 396401). 1 октября 1934 года начал службу в полиции Любека. С 1937 года обучался в школе полиции безопасности в Шарлоттенбурге и после её окончания получил должность полицейского комиссара по уголовным делам. Затем был переведён в Берлин, где работал в полицейском участке и руководил отделом пожаров и катастроф, а потом занимался расследованием убийств. В ноябре 1938 года вместе с Эрнстом Геннатом он принял участие в первом в истории Германии телевизионном интервью с представителями полиции: после трансляции, показанной в 28 берлинских кинозалах, от населения стали поступать многочисленные сообщения, которые помогли Зевеке раскрыть убийство шофёра такси.
Во время Польской компании состоял в 6-й айнзацгруппе. Айнзацгруппы осуществляли убийства польской интеллигенции и евреев. 9 сентября 1939 года айнзацгруппа 6 под командованием Эриха Наумана была переведена в провинцию Позен. После присоединения области Вартеланд к Третьему рейху сотрудники айнзацкоманды 6 по приказу Гиммлера (от 20 ноября 1939 года) были переведены в отделение гестапо в Позене. В этом городе Зевеке возглавил комиссариат по расследованию убийств. Согласно послевоенным данным информатора ЦРУ, он был одним из трёх офицеров, который давал разрешение на уничтожение в концлагере около Позена цыган и евреев. 25 марта 1941 года возглавил отдел V A2 (профилактическая борьба с преступностью) в Главном управлении имперской безопасности.
С января по февраль 1941 года проходил учебную подготовку в школе итальянской полиции в Тиволи неподалёку от Рима. С 1942 года был офицером связи между СС и итальянской колониальной полиции в Ливии. В ноябре 1942 года был переведён в айнзацкоманду, действовавшую в Тунисе и возглавляемую Вальтером Рауффом. Это подразделение организовало принудительные работы тунисских евреев и принуждало местные еврейские общины платить высокие сборы. Зевеке своим указом разделил общины в Тунисе и в Сусе. В принудительном порядке он собрал с населения общин 50 миллионов франков и 43 килограмма золота. 9 мая 1943 года после победы англо-американских войск в Тунисе он покинул айнзацкоманду и был откомандирован в Италию. По мнению его будущего командира Карла Вольфа, высшего руководителя СС и полиции в Италии, Зевеке «с большим успехом работал над решением еврейского вопроса в Тунисе».
С 1 июля 1943 года находился на службе у командира полиции безопасности и СД в Вероне, а 13 сентября 1943 года возглавил гестапо в Милане. Лично контролировал аресты бойцов итальянского движения сопротивления и был ответственным за депортацию по меньшей мере 700 итальянских евреев в лагеря смерти. 10 августа 1944 года приказал расстрелять 15 итальянцев на площади Лоретто в Милане как акт возмездия за уничтожение немецкого грузовика участниками Сопротивления, за что получил прозвище «палач Милана». В августе 1944 года 10 служащих подразделения СС под руководством Зевеке убили троих мужчин в городе Корбетта в наказание за убийство одного члена СС. В том же месяце вновь появился в Корбетте вместе с начальником Вальтером Рауффом в сопровождении 20 эсэсовцев и 100 коллаборационистов. Они собрали всё мужское население на площади, после чего пятерых мужчин публично расстреляли, а их дома сожгли. Руководитель СС и полиции в Италии Карл Вольф в марте 1944 года отметил, что Зевеке «многое сделал для борьбы с итальянским движением сопротивления в Ломбардии и участвовал почти во всех операциях на передовой линии в борьбе с партизанами».

### После войны
В апреле 1945 года был арестован американцами и содержался в лагере для интернированных Дахау. На допросах признался в причастности к организации принудительных работ тунисских евреев и расстрелах в Милане, однако скрыл свою роль относительно депортации евреев. Поскольку британская сторона подготовила обвинение относительно военных преступлений в Италии, в начале октября 1947 года он был передан англичанам, но уже в ноябре того же года его вернули в американский лагерь, потому что британские власти оказались не заинтересованы в предъявлении ему обвинения. В апреле 1948 года был освобождён из лагеря для интернированных. 25 августа 1950 года комиссия в Берлине в рамках денацификации осудила Зевеке на 18 месяцев заключения с учётом его трёхлетнего пребывания в лагере. Зевеке был зарегистрирован под псевдонимом «Кабанжо» на базе ЦРУ в Берлине. В отличие от других национал-социалистов, он оказался ценным источником информации и к тому же уже имел соответствующий практический опыт. Своих политических взглядов не скрывал: по словам агента ЦРУ Ричарда Хелмса он считал принципы национал-социализма правильными. Согласно записке ЦРУ от января 1953 года Зевеке был уверен в том, что правильно действовал против итальянских партизан, считая их коммунистами, а поддержку их со стороны союзников — досадной ошибкой.
В апреле 1950 года Зевеке обратился к федеральному министру внутренних дел: по словам немецкого историка Дитера Шенка, в назначении на работу бывшего нациста участвовало почти всё министерство, включая министра Герхарда Шрёдера (ХДС) и госсекретаря Ганса Риттера фон Лекса. Макс Хагеманн был ответственным за его приём на работу, при этом он учитывал профессионализм Зевеке, хотя и был обеспокоен тем, что тот рано вступил в НСДАП. 15 декабря 1951 года Хагеманн охарактеризовали его как «аполитичного и послушного чиновника с ярко выраженным чувством справедливости, который не пользовался должностными привилегиями от своей принадлежности к нацистской партии». Таким образом, 10 января 1952 года он начал работать в федеральном ведомстве уголовной полиции (BKA). В апреле 1953 года руководил операцией «Вулкан», при которой были задержаны 40 человек, подозреваемых в шпионаже. Большая часть подозреваемых оказалось невиновной из-за недостатка доказательств. В 1953 году был назначен советником уголовной полиции, а с сентября 1953 года возглавлял следственную службу безопасности. В 1955 году руководил подразделением, занимавшееся расследованием деятельности восточных спецслужб.
В октябре 1962 года работал заместителем руководителя группы безопасности BKA в Бонне. Зевеке оказался замешан в так называемом «скандале Шпигеля», так как был причастен к аресту заместителя главного редактора журнала Конрада Алерса в Испании. Роль Зевеке в «скандале со Шпигелем» привела к появлению в прессе сообщений о его нацистском прошлом. В феврале 1963 года городской совет Милана потребовал от премьер-министра Аминторе Фанфани, возбудить против судебный процесс. 6 марта 1963 года им заинтересовался немецкий бундестаг. Однако в ноябре 1964 года дисциплинарное расследование было прекращено, поскольку не было представлено никаких доказательств, что Зевеке «во время Второй мировой войны нарушил свои обязанности, возложенные на него как на чиновника, во время службы в уголовной полиции, тем самым преступив через верховенство права, человеческое достоинство и права человека.». 9 марта 1965 года был переведён в Федеральную ассоциацию охраны воздуха, а 16 мая 1966 года — в Федеральное управление гражданской защиты в Бад-Годесберге, в которое его приняли на постоянную работу с 14 декабря 1967 года. В 1971 году бывший полицейский вышел на пенсию.
Расследования, проведённые органами юстиции Западной Германии, не привели к обвинительному заключению: в Берлине против Зевеке проводились расследование в отношении его работы в Главном управлении имперской безопасности, которое было прекращено 9 февраля 1967 года, а два расследования по делу расстрела гражданского населения в Милане, проведённые против него прокуратурой Дортмунда, были прекращены в 1971 и 1989 годах.
В ноябре 1997 года против него были начаты предварительные расследования итальянской прокуратурой: в это время он проживал в Бад-Ротенфельде и уже был пенсионером. 9 июня 1999 года был заочно приговорён туринским судом к пожизненному заключению за военные преступления. Скончался в декабре 2000 года.